# Anápskaya
Anápskaya (del ruso: Анапская) es una stanitsa del ókrug urbano de la ciudad-balneario de Anapa del krai de Krasnodar, en el sur de Rusia. Está situada en una llanura que se extiende entre las estribaciones de poniente del Cáucaso Occidental y la costa del mar Negro, 6 km al este de la costa, 2 km al este de la ciudad de Anapa y 126 km al oeste de Krasnodar. Tenía 16 417 habitantes en 2010.
Es cabeza del municipio rural Anápskoye, al que pertenecen asimismo Buzhor, Usatova Balka, Tarusin, Kumatyr, Kurbatski y Kutok. En su conjunto el municipio contaba con 18 291 habitantes en 2010.

## Historia
Fue fundada en 1836 como stanitsa Nikoláyevskaya, en homenaje al zar Nicolás I. La población fue disuelta en 1854  y restablecida en 1862 con el nombre actual.

## Demografía
| 2002   | 2010   |
| ------ | ------ |
| 13 787 | 16 417 |

## Economía y transporte
El principal sector económico de la localidad es la producción vinícola en las bodegas locales.
Por la localidad pasa la carretera federal M25 Port Kavkaz-Novorosíisk.

## Educación
La población cuenta con 2 escuelas medias, la Nº12 y la N.º 21.